# Ren energipaketet
Ren energipaketet eller Ren energi för alla i Europa (engelska: Clean Energy Package eller Clean Energy for all Europeans package) är ett lagstiftningspaket på energiområdet som trädde i kraft 2018–2019.

## Bakgrund
Europeiska kommissionen lade fram förslag till en på flera punkter förändrad energilagstiftning den 30 november 2016, och kallade förslaget Ren energi för alla i Europa. Förslaget förhandlades mellan Europeiska unionens råd och  Europaparlamentet under 2017 och 2018.

## Rättsakter
Lagstiftningspaketet består av åtta rättsakter. Av dess är sex stycken nya förordningar eller direktiv, och två är enbart ändringar av befintliga direktiv.

### Nya rättsakter
Nedan listas de sex nya förordningarna och direktiven lagstiftningspaketet omfattar.
- Elberedskapsförordningen[3]
- Elmarknadsförordningen[4]
- Förordningen för byrån för samarbete mellan nationella energitillsynsmyndigheter (ACER)[5]
- Förordningen för styrning av EU:s energipolitik[6]
- Elmarknadsdirektivet[7]
- Förnybarhetsdirektivet[8]

### Ändrade rättsakter
Nedan listas de ändringar av befintliga direktiv som lagstiftningspaketet omfattar.
- Direktivet om byggnaders energiprestanda[9]
- Energieffektiviseringsdirektivet[10]